# Epidiplosis reflexa
Epidiplosis reflexa är en tvåvingeart som beskrevs av Boris Mamaev 1988. Epidiplosis reflexa ingår i släktet Epidiplosis och familjen gallmyggor. Inga underarter finns listade i Catalogue of Life.